# Manfred Pfiffner
Manfred Pfiffner (* 1963 in St. Gallen) ist ein Schweizer Pädagoge und Hochschullehrer.

## Leben
Nach mehreren Lehrerausbildungen (Primarlehrer, Reallehrer, Berufsschullehrer) und langjähriger Tätigkeit im Lehrerberuf studierte Manfred Pfiffner von 2002 bis 2007 in Fribourg Pädagogik und Pädagogische Psychologie, Medien- und Kommunikationswissenschaften, Sozialarbeit und Sozialpolitik. 2008 promovierte er an der Universität Oldenburg bei Hilbert Meyer. 2012 erfolgte dort die Habilitation. Er erhielt die venia legendi für Elementar- und Schulpädagogik. Seit 2014 ist Pfiffner Professor für Berufspädagogik an der Pädagogischen Hochschule Zürich; seit 2024 ist er zudem Professor für Didaktik und Künstliche Intelligenz an der Universität Graz.
Pfiffners Forschungsschwerpunkte sind unter anderem die Didaktik der beruflichen Bildung, die Curriculumsentwicklung und die Pädagogische Diagnostik. Zudem beschäftigt er sich mit dem 4K-Modell des Lernens. Er ist Mitglied der American Educational Research Association (AERA), der Deutschen Gesellschaft für Erziehungswissenschaften (DGfE), des Schweizerischen Verbandes für allgemeinbildenden Unterricht (SVABU) und der Steuerungsgruppe ArGe «Unternehmerisches Denken und Handeln».
Berufsbegleitend war Pfiffner von 2000 bis 2016 im Publikumsrat der SRG Deutschschweiz (2009–2016 als Präsident). Von 2017 bis 2020 war er stellvertretender Ombudsmann der SRG Deutschschweiz. Pfiffner hat von 1984 bis 1992 in der Schweizerischen Wasserballnationalmannschaft gespielt; dort war er ab 1988 Captain.

## Schriften (Auswahl)
- mit Claudio Caduff: Selbständiges Lernen. Kompetenzen für Schule, Studium und Beruf, Orell Füssli, Zürich, ISBN 978-3-0355-2780-3.
- mit Saskia Sterel, Andreas Schneider: 4K und Prüfen. Beurteilen zwischen Tradition und Innovation. hep, Bern 2024. ISBN 978-3-0355-2329-4
- mit Dominic Hassler, Saskia Sterel: 4K und Künstliche Intelligenz. Auswirkungen auf die Unterrichts- und Prüfungskultur. hep, Bern 2024. ISBN 978-3-0355-2327-0
- mit Saskia Sterel, Martin Berger: 4K - Kooperation. Gemeinsam (Lern-)Erfolge erzielen. hep, Bern 2023, ISBN  978-3-0355-1660-9.
- mit Saskia Sterel, Daniela Rossetti: 4K - Kommunikation. Wirksam kommunizieren in Schule und Beruf. hep, Bern 2022, ISBN 978-3-0355-1659-3.
- mit Saskia Sterel, Claudio Caduff: 4K - Kritisches Denken und Problemlösen. Grundkompetenzen für lebenslanges Lernen, hep, Bern 2022, ISBN 978-3-0355-1658-6.
- mit Saskia Sterel, Stephanie Weiss: Lehrberufe im Wandel der Zeit. Herausforderungen gestern, heute und morgen. hep, Bern 2022, ISBN 978-3-0355-2013-2.
- mit Saskia Sterel, Dominic Hassler: 4K und digitale Kompetenzen. Chancen und Herausforderungen, hep, Bern 2021, ISBN 978-3-0355-1661-6.
- mit Saskia Sterel, Susanne Schrödter: 4K - Kreativität und Innovation. Kreative Kapazitäten in Schule und Unterricht nutzen und erweitern, hep, Bern 2021, ISBN 978-3-0355-1657-9.
- mit Christoph Städeli, Markus Maurer, Claudio Caduff: Das AVIVA-Modell. Kompetenzorientiert unterrichten und prüfen, hep, Bern 2021, ISBN 978-3-0355-1898-6.
- mit Christoph Städeli, Saskia Sterel, Claudio Caduff: Klassen führen - mit Freude, Struktur und Gelassenheit. hep, Bern 2019, ISBN 978-3-0355-1307-3
- mit Saskia Sterel, Claudio Caduff: Ausbilden nach 4K. Ein Bildungsschritt in die Zukunft, hep, Bern 2018, ISBN 978-3-0355-0778-2.
- mit Christoph Städeli: Prüfen - Was es zu beachten gilt. hep, Bern 2018, ISBN 978-3-0355-1062-1.
- mit Catherine Walter-Laager, Karin Fasseing Heim: Beziehungen in der Kindheit. Soziales Lernen in frühpädagogischen Einrichtungen verstehen und unterstützen. hep, Bern 2017, ISBN 978-3-0355-0746-1.
- mit Claudio Caduff: Selbständiges Lernen. Kompetenzen für Schule, Studium und Beruf, Verlag Fuchs, Zürich 2016, ISBN 978-3-280-04132-1.
- mit Claudio Caduff: Didaktischer Leitfaden „Selbständiges Lernen“. Selbstgesteuertes Lernen im Unterricht der Sekundarstufe II, Verlag Fuchs, Zürich 2016, ISBN 978-3-280-04141-3.
- mit Catherine Walter-Laager, Karin Fasseing Heim: Vorsprung für alle! Erhöhung der Chancengerechtigkeit durch Projekte in der Frühpädagogik. hep, Bern 2014, ISBN 978-3-0355-0078-3.
- mit Catherine Walter-Laager: Soziale Beziehungen und Effekte im Unterricht. Ein altersunabhängiges Phänomen? Empirische Untersuchung zu Einflüssen der sozialen Beziehungen im Unterricht auf Motivation, Fähigkeitsselbstkonzept und Leistung bei Kindern und Jugendlichen, Oldenburg, Univ., Diss. C. Walter-Laager, M. Pfiffner, 2008.